# Dan Lee
Dan Lee (* 19. Mai 1969 in Montreal, Québec, Kanada; † 15. Januar 2005 in Berkeley, Kalifornien, USA) war ein kanadischer Trickfilmzeichner, dessen bekannteste Figur der Fisch Nemo aus Findet Nemo (Finding Nemo) ist.

## Leben
Lee wurde als jüngstes von vier Kindern chinesischer Immigranten geboren. Er studierte klassische Animation am Sheridan College in Toronto und wurde bereits während seiner Studienzeit für seine Kunst ausgezeichnet (The Board of Governors Silver Medal Award for Academic Excellence). Er arbeitete für verschiedene Filmstudios an Animationen für das Fernsehen und die Werbung, z. B. Kennedy Cartoons in Toronto und Colossal Pictures in San Francisco.
1994 wurde er Mitarbeiter bei Pixar. Hier arbeitete er zunächst als Skizzen- und Animationszeichner, später als Figurenzeichner an den großen Animationserfolgen des Studios mit: Toy Story 2 (1999), Das große Krabbeln (1998, A Bug’s Life), Die Monster AG (2001, Monsters, Inc.) und schließlich Findet Nemo (2003, Finding Nemo). Neben Nemo schuf Lee noch andere berühmte Figuren wie Rosie und Prinzessin Atta aus Das große Krabbeln, Boo und Firmenchef Henry J. Waternoose aus Die Monster AG sowie Marlin und den Barracuda aus Findet Nemo.
Obwohl er nie geraucht hatte, starb Dan Lee 2005 im Alter von nur 35 Jahren an Lungenkrebs. Freunde und Kollegen gaben 2005 postum das Buch In your Face heraus, das Skizzen versammelt, die Lee privat von Café-Besuchern anfertigte. 2007 wurde ihm der Film Ratatouille gewidmet.